# Ujváry Lajos (festő)
Ujváry Lajos (Kaposvár, 1925. február 21. – Budapest, 2006. március 22.) festőművész, képzőművészeti tanár, néprajztudós.

## Élete
A Fejér vármegyei Örspusztán járt elemi iskolába. Tízévesen került a veszprémi piarista gimnáziumba és annak internátusába, a Davidikumba, ahol tanárainak egyike Lékai László, a későbbi esztergomi érsek volt. Két Veszprémben töltött év után a Dombóvári Királyi Katolikus Esterházy Miklós Nádor Főgimnáziumban folytatta tanulmányait, s itt érettségizett 1944-ben. Első mestere Marczell György gimnáziumi rajztanár volt. Meghatározó volt számára dr. Péczeli László munkássága is, aki nemcsak az irodalom, hanem a zene szeretetére is nevelte.
Húsz évvel később, sikeres erdélyi és moldvai gyűjtőútjainak magnószalagra rögzített anyagát is Péczely László és leánya, Kodály Zoltánné Péczely Sarolta biztatására adta át az MTA néprajzkutató Csoportjának.
1944-ben felvették a Képzőművészeti Akadémiára, de a háború miatt tanulmányait már nem tudta megkezdeni. 1945. január 1-jén kétszáz hőgyészi falubelijével együtt az oroszok munkatáborba hurcolták. 1946. október 5-én érkezett haza és megkezdte Képzőművészeti Főiskolai tanulmányait Szőnyi István növendékeként. 1949-ben eltávolították a főiskoláról, de Szőnyi István és Bernáth Aurél ajánlására visszavették. Ezekben az években Rákosi Mátyás testvére, Bíró Károly a Képzőművészeti Főiskola akkori főtitkára így jellemezte a fiatal művészt: „…marxizmus-leninizmussal szemben passzivitást mutatott, a népi demokrácia kérdései nem érdekelték, szakmailag is polgári beállítottságú”. Z. Gács György, a Képző- és Iparművészeti Gimnázium igazgatója azonban úgy döntött, hogy helyettes tanárként alkalmazza. Az idő őt, és azokat a barátokat igazolta, akik megérezték benne a tehetséget.
1951-ben diplomázott Pór Bertalan és Szőnyi István növendékeként. Diákkorában a magyar irodalom legjobbjaival levelezett, ekkor ismerte meg Szabó Lőrincet, Kassák Lajost, Remenyik Zsigmondot, Tersánszky Józsi Jenőt és Tamási Áront. Szinte valamennyiükről készített portrét, amelyeket 1960-ban a Csók Galériában mutatott be, ahol Kodály Zoltán, Szabó Pál, László Gyula is megtisztelték a fiatal művészt a jelenlétükkel. 1985-ig, nyugdíjba vonulásáig a Képző- és Iparművészeti Gimnázium tanára volt.

## Családja
Felesége Éber Zsuzsanna, lánya Ujvári Lilla, fia Ujváry Gábor Magyar Érdemrend Lovagkereszt díjas történész, levéltáros.

## Díjai
- Munkácsy Mihály-díj – 2005.

Számos hazai és külföldi kiállításon szerepelt munkáival, ahol több díjat, művészdiplomát nyert el, 2005-ben Munkácsy-díjat kapott. Festménye van a Magyar Nemzeti Galériában, a Petőfi Irodalmi Múzeumban, magán-és közgyűjteményekben, közintézményekben. Állandó kiállítása 2005-ben nyílt meg Hőgyészen a Gróf Apponyi Kastélyszállóban.

## Festészete
A paraszti életforma régi rekvizitumainak és újabb jelenségeinek ábrázolója, különösen sokat foglalkoztatta az erdélyi székely falvak élete. Egyszerű, tömör formaadás, mélyen izzó, lírai színvilág jellemzi képeit. Az erdélyi Gyimesek és a dunakanyari tájak tájfestőjeként tartják számon.
Hitvallása
Ujváry Lajos művészi hitvallását az 1977-es kölesdi kiállítás katalógusában olvashatjuk:
"Természetelvű festő vagyok; azzá alakított hajlamom és hitem. Minél hosszabb a legombolyított fonal, annál erősebb szövetségben élek a természettel. Tiszta és nagy csodálatot kelt bennem; hiszem, hogy nyugalma és szerénysége, igazsága és ereje mindig szemben fog állani múló korok divatjaival, s a szellem groteszk és önkényes, lázas és diktatórikus merészségeivel. Az állócsillagokat figyelem tartósan, s a hagyományok időtállóságában bízom. Hangos és zsibongó korunkban legalább képeimben szeretnék csöndet és harmóniát teremteni, s hangtalanul belemerülni lassan tisztuló föladataimba; a hódítás és habzsolás helyett, tudom, itt az ideje a rendezésnek, tisztázásnak és fegyelmezésnek."
Az akkor ötvenkét éves művész élete végéig hű maradt ehhez az eszményhez, és ezt adta tovább közel harmincöt éves pedagógiai pályája alatt tanítványainak maga is.

## Egyéni kiállításai
- 1953 Budapest, Fényes Adolf terem
- 1960 Budapest, Csók Galéria
- 1962 Szekszárd
- 1976 Miskolc
- 1977 Dombóvár, Kölesd
- 1978 Zalaegerszeg
- 1980 Dombóvár, Bonyhád és Tevel,
- 1981 Pécs, Tamási
- 1983 Budapest, Csók Galéria
- 1983 Simontornya, Vármúzeum
- 1985 Szeged
- 1988 Dombóvár
- 1989 Budapest, Almássy Téri Szabadidő Központ
- 1990 Budapest, Csók Galéria
- 1993 Budapest, Almási Téri Szabadidő Központ
- 1997 Kölesd
- 1999 Budapest, Karinthy Szalon
- 2000 Simontornya
- 2001 Szekszárd, Művészetek Háza
- 2002 Debrecen, Holló László Galéria
- 2004 Decs, Faluház
- 2005 Budapest, BÁV Rt. Kortárs Galéria
- 2005 Budapest, Volksbank
- 2005 Dombóvár, Művelődési Ház
- 2005 Hőgyész, Gróf Apponyi Kastélyszálló
- 2006 Szekszárd, Babits Mihály Kulturális Központ, Bakta galéria
- 2006 Szekszárd, Garay8 Kapualj Galéria (fotóreprodukciók)
- 2006 Zebegény, Szőnyi István Emlékmúzeum
- 2007 Budapest, Budai Klub Galéria
- 2007 Simontornya, Vármúzeum
- 2014 Dunaszerdahely, Kortárs Magyar Galéria
- 2015 Budapest, Barabás Villa Galériája
- 2015 Budapest, Józsefvárosi Galéria
- 2016 Budapest, Klebelsberg Kultúrkúria
- 2016 Dombóvár, Művelődési Ház
- 2016 Hőgyész, Művelődési Ház
- 2016 Székesfehérvár, Öreghegyi Közösségi Ház
- 2016 Szekszárd, Babits Mihály Kulturális Központ
- 2016 Tamási, Tamási Galéria

Az első gyűjteményes dombóvári kiállítása 1977-ben volt, melyet egykori gimnáziumi tanára, dr. Péczely László nyitott meg. 1980-ban és 1988-ban ismét jelentkezett Dombóváron önálló tárlattal. Egyes munkái eljutottak a Szovjetunióba, Franciaországba, Bulgáriába, Egyiptomba, Finnországba, Kínába, Angliába, Japánba, az Egyesült Államokba stb.

## Emlékezete

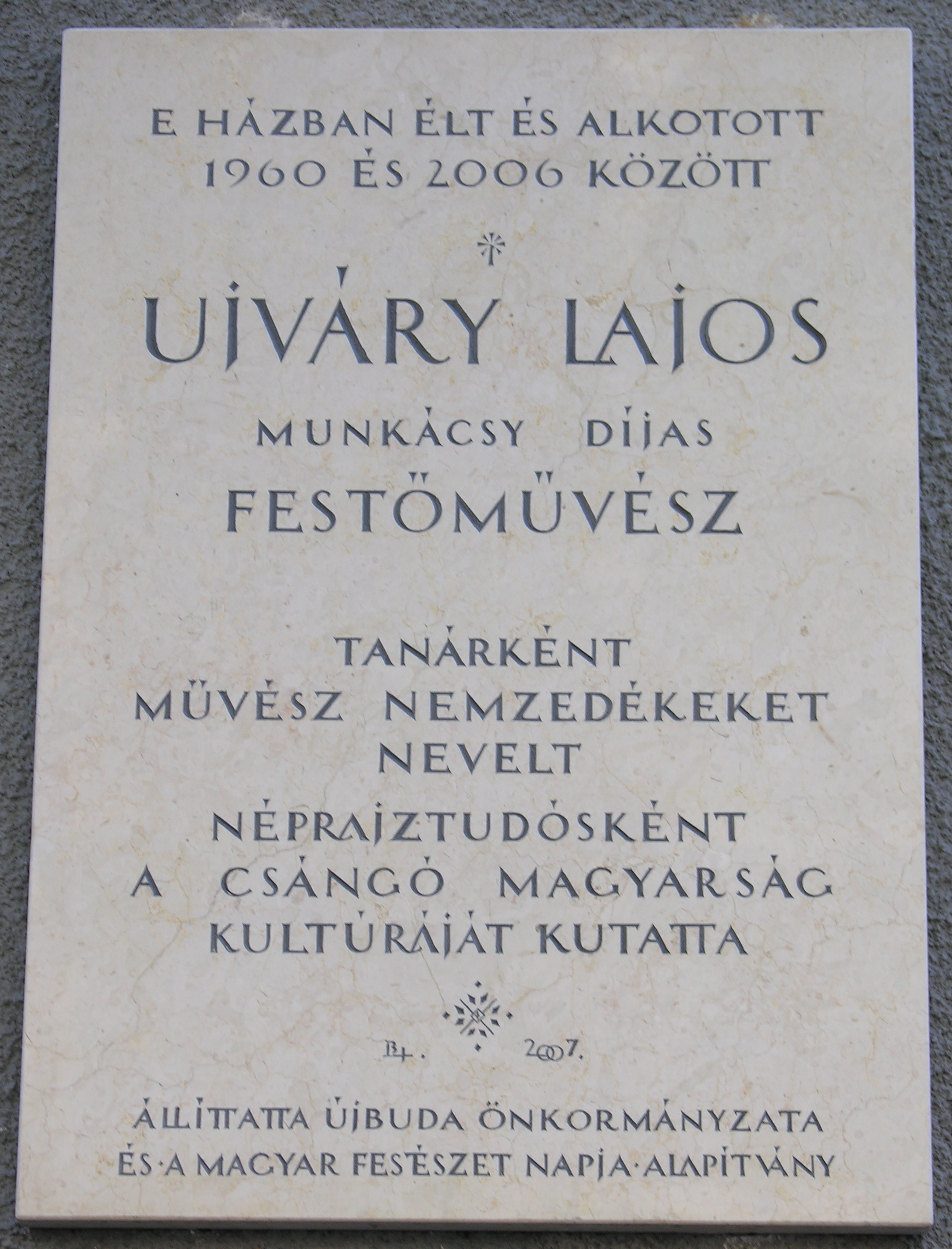
Emléktáblája egykori lakóhelyén (XI. ker., Bartók Béla út 52)

- Kerámiaportré a Dombóvári Pantheonban - Ivanich üzletház árkádjának falán Dombóváron - 2012[1]
- Emléktábla Budapesten egykori lakóhelyén
- Dombóvár képviselő-testülete 2005. augusztus 19-én ünnepi ülés keretében díszpolgárrá választotta, és a közgyűlési terem az Ujváry-terem elnevezést kapta.